# Edward Nadulski
Edward Nadulski (ur. 12 sierpnia 1914 w Kamionce, zm. 21 lipca 1978 w Lublinie) – polski malarz i projektant graficzny.

## Życiorys
W 1938 roku podjął naukę w Wolnej Szkole Rysunku i Malarstwa im. Ludwiki Mehhoferowej w Lublinie. Był działaczem Komunistycznego Związku Młodzieży Polski, w związku z w okresie międzywojennym był więziony. Podczas II wojny światowej działał w Gwardii Ludowej, a następnie Armii Ludowej. Podczas wojny był również gościem pałacu Zamoyskich w Kozłówce, gdzie organizowane były tajne komplety. 
W 1950 roku ukończył Liceum Plastyczne w Lublinie. W latach 1948–1955 (lub 1950–1955) był studentem na Wydziale Malarstwa Akademii Sztuk Pięknych w Warszawie. W 1955 roku wyjechał do Szczecina i objął funkcję dyrektora w PP Pracownie Sztuk Plastycznych. W 1960 roku objął stanowisko kierownika Wydziału Kultury Prezydium Wojewódzkiej Rady Narodowej, stanowisko to pełnił do 1964 roku. Przez dwie kadencje, do 1972 roku, był prezesem lubelskiego okręgu Związku Polskich Artystów Plastyków. W latach 1972–1976 był kierownikiem Biura Wystaw Artystycznych w Lublinie. Pracował także jako nauczyciel lubelskiego Liceum Plastycznego.
Miał córkę, Elizę, także malarkę. Został pochowany na cmentarzu komunalnym przy ulicy Białej w Lublinie.

## Twórczość
Pozostawił po sobie kilkaset obrazów. Jego prace znajdują się m.in. Muzeum Narodowym w Lublinie, Muzeum Narodowym w Warszawie oraz w kolekcjach prywatnych. Najczęściej malował pejzaże, martwą naturę i akty.
Za swoją twórczość w 1966 roku otrzymał wyróżnienie na Ogólnopolskiej wystawie malarstwa, grafiki i rzeźby „Przeciw Wojnie”. W 1969 roku otrzymał Nagrodę Wojewódzką za działalność artystyczną, a w 1975 roku I nagrodę na VIII Międzynarodowej Wystawie Sztuki Inter-75 w Holstebro.

### Wystawy
Wystawy indywidualne jego twórczości zorganizowano w Lublinie (1969), Rzeszowie (1970), Opolu (1971) i Warszawie (1973).
W 2015 roku wystawę sztuki Nadulskiego zorganizowano w Muzeum Narodowym w Lublinie, a następnie także w Stołecznym Centrum Edukacji Kulturalnej w Warszawie.